# 利茲尼克
50°34′32″N 28°35′10″E / 50.57556°N 28.58611°E
利茲尼克（烏克蘭語：Лизник），是烏克蘭北部的村莊，隸屬日托米爾州的日托米爾區。該村始建於1890年，面積4.68平方公里，2001年人口107，人口密度每平方公里22.86人。